# 15608 Owens
15608 Owens è un asteroide della fascia principale. Scoperto nel 2000, presenta un'orbita caratterizzata da un semiasse maggiore pari a 2,3208494 UA e da un'eccentricità di 0,0423188, inclinata di 7,34295° rispetto all'eclittica.